# Alfred Kleinknecht

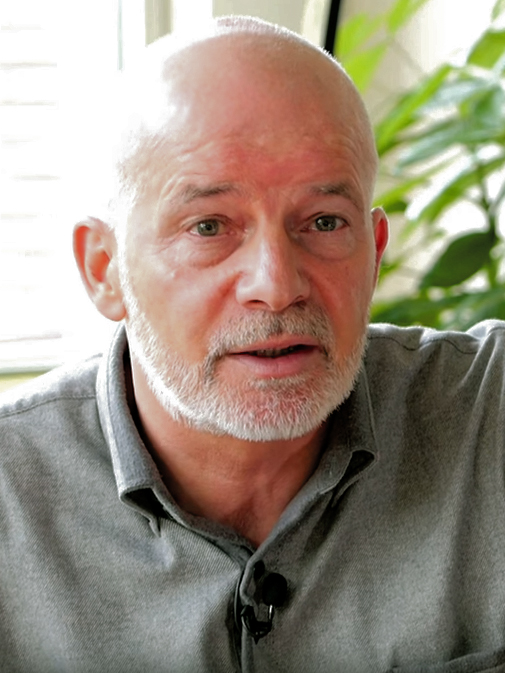
Alfred Kleinknecht (2013)

Alfred Kleinknecht (Lehrensteinsfeld, 1951) is een van oorsprong Duitse emeritus hoogleraar economie. Kleinknecht is geliefd bij de media vanwege zijn veelal afwijkende maar doordachte kijk op de economische actualiteit.

## Loopbaan
Kleinknecht studeerde in 1977 af in de economie aan de Vrije Universiteit Berlijn en was daarna enige tijd aan het Wissenschaftszentrum Berlin verbonden. In 1984 promoveerde hij aan de Vrije Universiteit Amsterdam. Sindsdien is hij verbonden geweest aan de Universiteit van Maastricht, de Universiteit van Amsterdam, wederom de Vrije Universiteit Amsterdam en van 1997 tot 2013 aan de TU Delft. In 2006 was hij gasthoogleraar aan de Universita La Sapienza in Rome en in 2009 was hij gasthoogleraar aan de Université Paris 1 Panthéon-Sorbonne in Parijs. Sinds 2013 was hij onder andere verbonden aan de Hans-Böckler-Stiftung in Düsseldorf en sinds 2019 is hij gasthoogleraar aan de Kwansei Gakuin University in Japan.

## Wet van Kleinknecht
Kleinknecht verwierf landelijke bekendheid door zijn oratie (inaugurele rede als hoogleraar) aan de VU in 1994 waarbij hij het beleid van loonmatiging bekritiseerde. De oratie was de opening van het achtuurjournaal die dag en haalde de voorpagina van de nationale kranten. 
PvdA-fractievoorzitter Wouter Bos noemde Kleinknechts theorie dat loonmatiging de productiviteit schaadt in 2004  de ‘Wet van Kleinknecht’.
Kleinknecht heeft intussen veel onderzoek verricht waaruit blijkt dat loonmatiging en flexibilisering van de arbeidsmarkt een negatieve impact hebben op innovatie en de groei van de arbeidsproductiviteit.
In De Groene Amsterdammer in maart 2021 beschrijft Kleinknecht hoe hij door zijn stellingname in 1994 (stagnerende innovatie door loonmatiging) door de ambtelijke top als "dissident" werd beschouwd, hoe zijn verdere onderzoek werd gedwarsboomd, hoe subsidies voor zijn instituut wegvielen en dat hij niet meer welkom was op het ministerie van Economische Zaken. "Ambtenaren die me eerst nog grote opdrachten gaven waren nu kwaad." Na drieënhalf jaar bij de VU vertrok Kleinknecht naar de Technische Universiteit van Delft, als hoogleraar innovatie, buiten de economische beleidspolder.
Inmiddels is de stelling van Kleinknecht onder economen tamelijk onomstreden. Voormalig FNV-voorzitter Lodewijk de Waal gaf in 2025 toe dat de polder Kleinknecht in de jaren negentig wellicht te hard had aangepakt en prees nu zijn bijdrage aan de discussie.

## Kredietcrisis
Kleinknecht schreef enige tijd columns in de regionale GPD-bladen en in het NRC Handelsblad. In deze krant waarschuwde hij op 3 april 2007 al voor het gevaar van een kredietcrisis, ruim voordat deze zou losbarsten.

## Europese schuldencrisis
Kleinknecht behoorde tot de 70 Nederlandse economen die in de Volkskrant van 13 februari 1997 waarschuwden dat de invoering van de Economische en Monetaire Unie zonder een gemeenschappelijk economisch beleid zal leiden tot werkloosheid en sociale spanningen in Europese landen. Kleinknecht is echter geen euroscepticus maar voorstander van uitbreiding van de bevoegdheden van Europa. Hij wees op 22 april 2008 al op de problematische schuldenopbouw in Zuid-Europese landen. De financiële problemen van Griekenland sinds 2009 bewijzen volgens hem dat de euro zorgt voor structurele onevenwichtigheden in de handelsbalans tussen Noord- en Zuid-Europa.

## Trivia
- Kleinknecht stond jarenlang op de door de ESB gepubliceerde lijst van meest geciteerde Nederlandse economen in zowel binnen- als buitenlandse tijdschriften.
- Nobelprijswinnaar Jan Tinbergen schreef een voorwoord in de handelseditie van het proefschrift van Kleinknecht. [10]
- In 2007-2008 was hij lid van de commissie-Van Ojik die mee schreef aan het nieuwe beginselprogramma van GroenLinks. Kleinknecht stond in 2010 in Leiden en in 2014 in Den Haag als lijstduwer op de  kandidatenlijst van GroenLinks  voor de gemeenteraadsverkiezingen.
- Vanwege zijn verdiensten voor de wetenschap en zijn inzet en betrokkenheid bij de Nederlandse samenleving werd hij op 27 april 2012 benoemd tot Ridder in de Orde van Oranje-Nassau.
- Zijn zoon, Robert Kleinknecht, is sinds 2022 hoofdredacteur van economievakblad ESB.

## Werken
Selectie:
- A.H. Kleinknecht, Innovation patterns in crisis and prosperity. Schumpeter's long cycle reconsidered, 1987 en 1990, uitgeverij Londen: Macmillan en New York: St. Martin's Press.
- A.H. Kleinknecht (ed.), Determinants of innovation. The message from new indicators, 1996, Londen: Macmillan en New York: St. Martin's Press.
- A.H. Kleinknecht, "Is labour market flexibility harmful to innovation?", Cambridge Journal of Economics 22 (1998), pp. 387–396.
- A.H. Kleinknecht, K. van Montfort en E. Brouwer, "The non-trivial choice between innovation indicators", Economics of Innovation and New Technology 11 (2002), pp. 109 – 121.
- R. Vergeer & A.H. Kleinknecht, "The impact of labor market deregulation on productivity: a panel data analysis of 19 OECD countries" (1960–2004), Journal of Post Keynesian Economics, Vol. 33 (2011), No. 2, pp. 371-408.
- R. Vergeer & A.H. Kleinknecht, "Do labour market reforms reduce labour productivity growth? A panel data analysis of 20 OECD countries (1960–2004)" in International Labour Review, Vol. 153 (2014) 3, pp. 451-467.
- A. Kleinknecht, F.N. van Schaik & H. Zhou, "Is flexible labour good for innovation? Evidence from firm-level data", Cambridge Journal of Economics 38 (2014) 5, pp. 1207–1219.
- A. Kleinknecht, Z. Kwee & L. Budyanto, "Rigidities through flexibility: flexible labour and the rise of management bureaucracies", Cambridge Journal of Economics (2015) doi:10.1093/cje/bev056

## Onderscheidingen
- Docent van het jaar 2010-2011, TBM, Technische Universiteit Delft
- Ridder in de Orde van Oranje-Nassau (27 april 2012)